# Amfreville-sur-Iton
Amfreville-sur-Iton là một xã thuộc tỉnh Eure trong vùng Normandie miền bắc nước Pháp.